# ファン・ディン・チャック
ファン・ディン・チャック（Phan Đình Trạc、1958年8月25日 - ）は、北中部地方ゲアン省出身のベトナムの政治家、法学士。政治局員（第13期共産党大会）、中央委員会書記、中央内政委員長。
ゲアン省警察署長（ベトナム人民公安大佐）、同省共産党委員会副書記・同省人民委員会主席、同省共産党委員会書記、中央内政副委員長などを歴任した。